# Cryptothecia
Cryptothecia är ett släkte av lavar. Cryptothecia ingår i familjen Arthoniaceae, ordningen Arthoniales, klassen Arthoniomycetes, divisionen sporsäcksvampar och riket svampar.
|              | Arthonia                                                                                            |
|              | |
|              | Arthothelium                                                                                        |
|              | |
| Cryptothecia | \| \| Cryptothecia methylmicrophyllinica \| \| \| \| \| \| Cryptothecia punctosorediata \| \| \| \| |
|              | \| \| Cryptothecia methylmicrophyllinica \| \| \| \| \| \| Cryptothecia punctosorediata \| \| \| \| |
|              | Herpothallon                                                                                        |
|              | |
|              | Tylophoron                                                                                          |
|              | |
|              | Sagenidiopsis                                                                                       |
|              | |
|              | Cryptothecia methylmicrophyllinica                                                                  |
|              | |
|              | Cryptothecia punctosorediata                                                                        |
|              | |

|  | Cryptothecia methylmicrophyllinica |
|  |                                    |
|  | Cryptothecia punctosorediata       |
|  |                                    |

## Källor

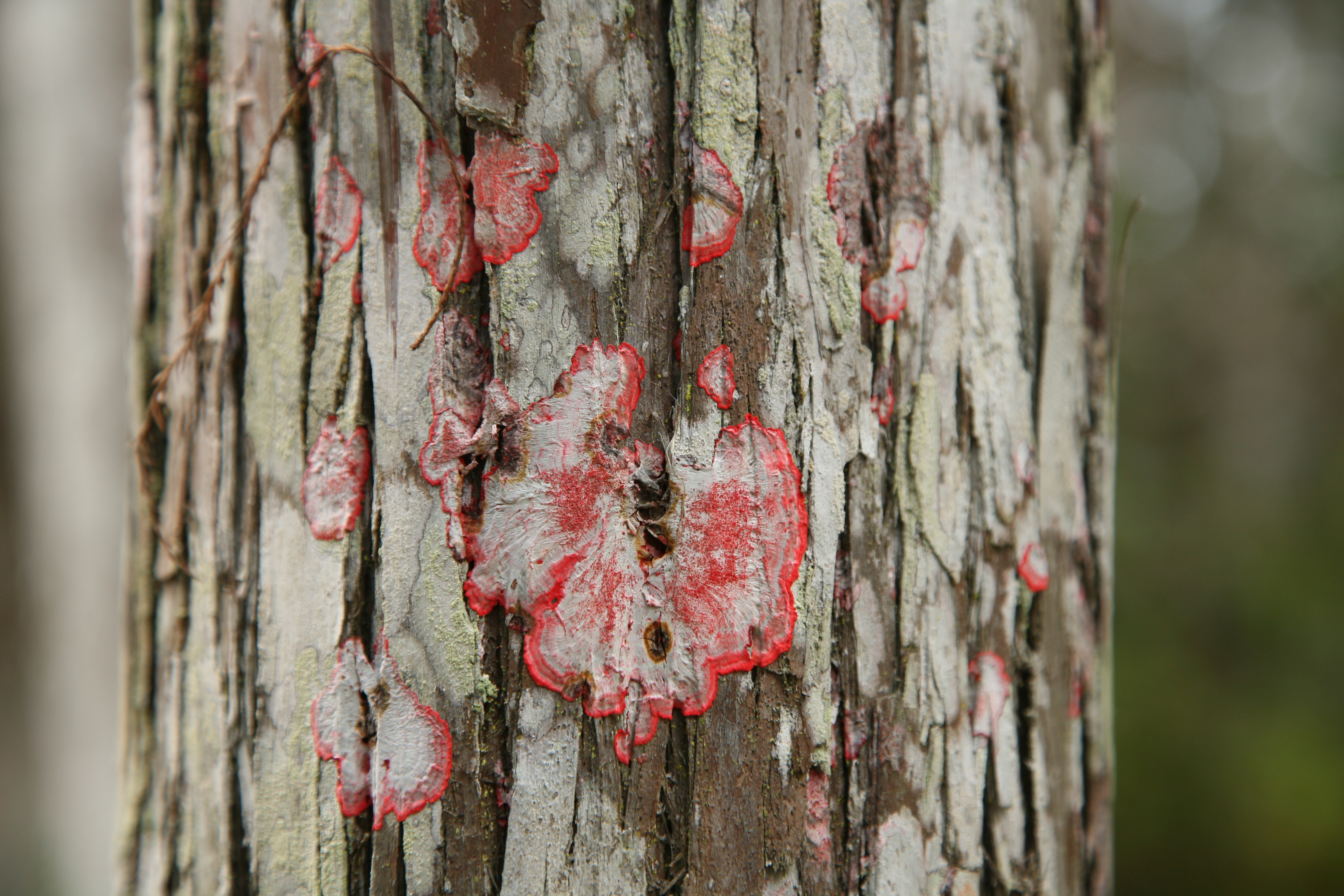